# Iváncsik Tamás
Iváncsik Tamás (Győr, 1983. április 3. –) magyar válogatott kézilabdázó, jobbszélső.

## Sportpályafutása
Kézilabdás családba született, hisz édesapja, Iváncsik Mihály magyar és világválogatott játékos volt. Már általános iskolás koruktól kezdve kézilabdáztak bátyjával, Iváncsik Gergővel együtt, aki szintén válogatott lett, és öccse, Iváncsik Ádám is kézilabdázott. Édesapjuk meccseire is sokat jártak; ő összesen 165 alkalommal öltötte magára a válogatott mezét. Tízéves korában édesapja Grazba igazolt, a család pedig költözött vele Ausztriába. 
Aztán hazatértek Magyarországra, és a Győri ETO utánpótláscsapataiban folytatták a sportolást, előbb a serdülő, később az ificsapatban számítottak rájuk. 16 évesen a felnőttekhez került, és az 1999/2000-es szezonban 19 mérkőzésen szerepelt az NB I-ben. 2003-ban Tatabányára szerződött, ahol két szezont töltött, majd 2006-ban elfogadta a Dunaferr hívását. Bár érvényes szerződés kötötte a Dunaújvárosiakhoz, a két klub megegyezett egymással a transzferben és Veszprémbe igazolt. A veszprémi csapatban hét szezont töltött, ami alatt megnyerte a Kupagyőztesek Európa-kupáját 2008-ban, illetve hét bajnoki és hat Magyar kupa címet ünnepelhetett. Az utolsó veszprémi szezonjában sikerült bejutnia csapatával a Bajnokok ligája Final Four-jába. A következő szezont kölcsönben a Balatonfüredi KSE-nél töltötte, majd külföldre igazolt, a szintén Bajnokok ligája résztvevő román HCM Minaur Baia Mare, majd a norvég bajnok Elverum Håndball játékosa lett. A 2017-ben lejáró szerződését nem hosszabbította meg, több ajánlatot kapott külföldi és hazai csapatoktól egyaránt, de 2017 szeptemberében mégis a profi kézilabdázástól való visszavonulás mellett döntött. Rövid ideig játszott nevelőegyesületében a Győri ETO SZESE csapatában, majd a Győr-Moson-Sopron megyei utánpótláscsapatok szakmai felügyelőjeként dolgozott 2020-ig, párhuzamosan pedig a Győri ETO FKC csapatánál volt utánpótlás edző.  2020. nyarán a Veszprémi Kézilabda Akadémián lett vezetőedző, ahol négy szezonon át dolgozott. 2021. októberében a Magyar Kézilabda Szövetség elnöksége kinevezte a Magyar fiú serdülő kézilabda-válogatott edzőjének, ahol azóta is dolgozik. Jelenleg a Ferencvárosi Kézilabda Akadémián az U18-as csapat vezetőedzője a válogatottbéli elfoglaltságai mellett.

## Klubcsapatokban
- Eddigi klubjai: Győri ETO FKC, Tatabánya, Dunaferr, MKB Veszprém KC
- Eddigi edzői: Takács Miklós, Tóth László, Horváth József, Kanyo Antal, Füzesi Ferenc, Imre Vilmos, Mocsai Lajos
- Eredményei klubcsapatokban: 2x Norvég bajnok (2016) (2017), Norvég kupa ezüst (2016), 7x Magyar bajnok (2008-2014), 6x Magyar Kupa győztes, Magyar Kupa ezüst (2008) ,KEK győztes (2008), Magyar Bajnoki bronz (2007)

## A válogatottban
- Eredményei a válogatottban:
  - Világ-kupa 7. hely (2004),
  - Ifi Eb 11. hely (2001),
  - vb 9. hely (Németország, 2007)
- Első válogatott szereplése: 2004. november 16-án Borlange, Franciaország – Magyarország 26:23

A 2012-es Európa bajnokságon az oroszok ellen az utolsó 5 percben egy erős lökés következményében térdre esett és megsérült. Az olimpiai csapatba nem került be. 2012 októberében lemondta a válogatottságot.

## Díjai, elismerései
- Junior Prima díj (2008)
- Az év magyar kézilabdázója (2008) Budapest Bank Férfi Kézilabda Liga 2010/2011 szezon legjobb jobbszélsője

## Jegyzetek

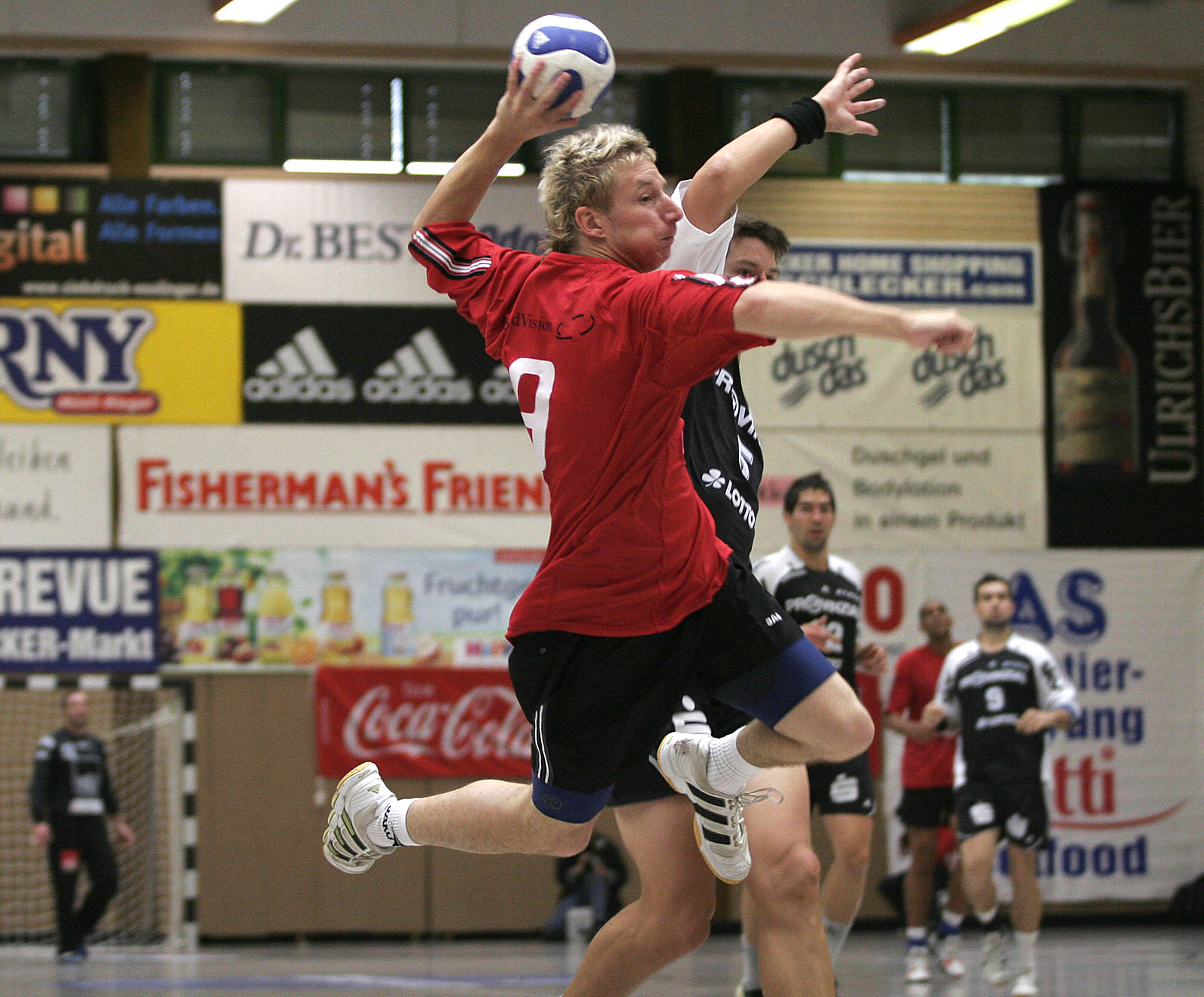
Iváncsik Tamás 2007-ben a Németországban rendezett Schlecker Kupán